# Victor Boștinaru
Victor Boștinaru (ur. 17 maja 1952 w m. Valea Mare) – rumuński polityk, nauczyciel, były poseł krajowy, deputowany do Parlamentu Europejskiego VI, VII i VIII kadencji.

## Życiorys
Ukończył studia magisterskie z zakresu historii i geografii na Uniwersytecie Bukareszteńskim. Do 1989 pracował w gimnazjach w okręgu Dymbowica jako nauczyciel tych przedmiotów.
Należał do Frontu Ocalenia Narodowego, był jego wiceprzewodniczącym i przywódcą w Dymbowicy, a w 1990 także przewodniczącym regionalnej tymczasowej rady jedności narodowej. Działał później w Partii Demokratycznej, pełnił funkcję zastępcy przewodniczącego PD, a przez siedem lat jej sekretarza ds. stosunków międzynarodowych. W 2000 odszedł do Partii Socjaldemokratycznej, w której objął kierownictwo departamentu stosunków międzynarodowych. Został później jej reprezentantem w Partii Europejskich Socjalistów.
Od 1990 do 2000 sprawował mandat posła do rumuńskiej Izby Deputowanych. Wchodził w skład delegacji Rumunii do Zgromadzenia Parlamentarnego Organizacji Bezpieczeństwa i Współpracy w Europie. Był później doradcą przewodniczącego niższej izby parlamentu, a w 2004 krótko sekretarzem stanu w Ministerstwie Spraw Zagranicznych.
W 2007 uzyskał mandat deputowanego do Parlamentu Europejskiego. W wyborach w 2009 skutecznie ubiegał się o reelekcję. W VII kadencji został członkiem nowej grupy pod nazwą Postępowy Sojusz Socjalistów i Demokratów, a także Komisji Petycji i Komisji Rozwoju Regionalnego. W 2014 został wybrany na kolejną kadencję Europarlamentu, w którym zasiadał do 2019.